# Pimpinella petrosa
Pimpinella petrosa är en flockblommig växtart som beskrevs av Dawit. Pimpinella petrosa ingår i släktet bockrötter, och familjen flockblommiga växter. Inga underarter finns listade i Catalogue of Life.